# 아스트로카리움 무루무루

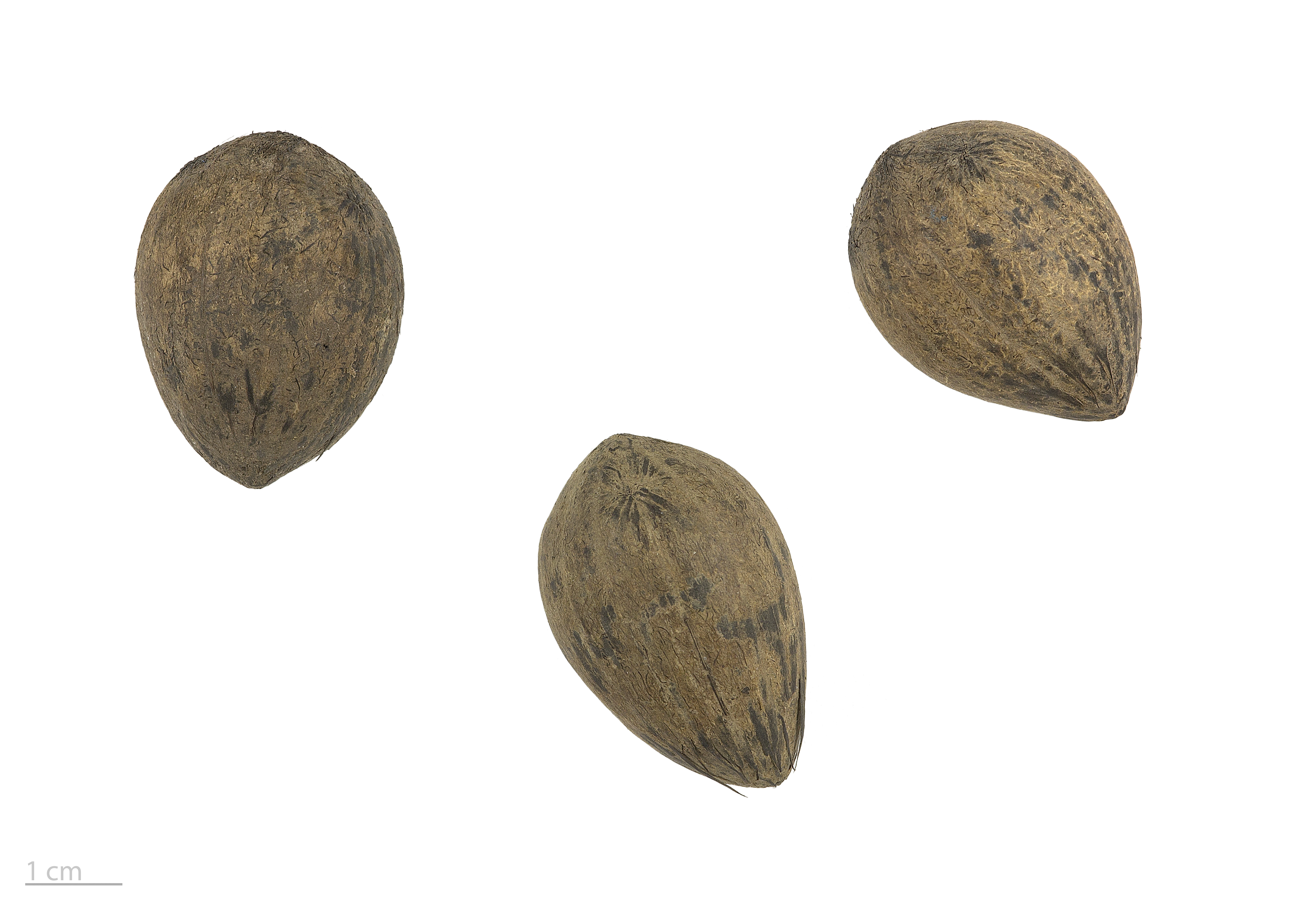

아스트로카리움 무루무루(Astrocaryum murumuru) 또는 무루무루(murumuru)는 브라질의 아마존 열대 우림에서 서식하는 야자수로 식용 과일을 맺는다. 식물의 씨앗에서 추출한 무루무루 버터는 보습제로 사용될 수 있다.
무루무루의 야자수는 브라질의 아마존 열대 우림 주위에 성장하고 이 지역에서 주로 자라나는 나무 가운데 하나이다. 열매는 아마존 지역에서 영양이 풍부한 주요 식량원이다. 나무, 과일, 씨앗 알갱이로 만들어진 재료는 상업적으로 중요한 재료 가운데 하나이다. 해먹 또한 이 나무의 섬유로 만들어진다.
무루무루 버터는 올레산과 비타민 함유가 높아 예전부터 피부 연화제로도 사용되어 피부를 보호하는데 많이 사용되었다. 씨앗의 기름은 전통적으로 머리카락을 부드럽게 하고 아마존의 뜨거운 태양으로부터 모발 및 피부를 지켜준다.

## 생태학
무루무루 야자수(아스트로카리움 무루무루)는 브라질 아마존에서 자생하며 볼리비아 페루의 국경에서도 자란다. 늪 지대, 특히 아마존강 하구와 강을 따라 생긴 섬,  밀림, 반개방된 숲에서 자라는 것을 선호한다. 줄기, 잎, 과일 줄기는 딱딱한 검은 가시로 덮여 있으며 가시가 20cm이상 자라면 과일 수확이 힘들다.
과일이 익으면 꽃이피고 땅에 떨어지는데 동물들이 좋아하는 노란색 과육이 들어 있다. 씨앗은 단단한 껍질에 둘러쌓여 있고 건조를 해야만 커널에서 분리할 수 있다. 일반적으로 100kg의 건조 종자는 27~29kg의 커널을 생성하며, 보관 중에 열화를 방지하기 위해 추가적인 건조가 필요하다. 이 핵은 40~42%의 기름을 산출한다. 단일 무루무루 야자는 약 11kg의 마른 씨앗을 생산한다.

## 무루무루 버터
무루무루 버터에는 라우르산, 미리스트산, 올레산을 포함하고 있다. 과일에는 무취 무미의 하얀 버터가 들어 있는데 쉽게 썩지 않는 장점을 가지고 있다. 무루무루 버터의 품질은 뚜꾸망, 코코넛 오일의 기름과 유사하지만 투쿠망 오일(30 ° C), 코코넛 오일(27 ° C)보다 높은 녹는점(33 ° C)으로 인하여 더 높은 일관성을 가질 수 있다는 이점이 있다.  이러한 이점으로 인해 녹는 점이 낮은 다른 버터와 혼합할 수 있다. 또한 초콜렛에 들어있는 코코아버터를 부분적으로 대체하여 사용되기도 한다.
무루무루 버터는 훌륭한 모이스쳐 라이저로도 알려져 있다. 많은 "기적"의 효과로 유명한 무루무루 버터의 장점은 모발 연화에서부터 피부 건조 방지에 이르기까지 다양하다.  무루무루는 자극받은 피부를 진정시키고 수분을 밀봉한다. 이러한 성질 때문에 마사지 크림으로 사용이 될 때 긴장된 근육을 완화시켜주는 역할을 한다. 무루무루 버터는 스킨케어에서 치유성분으로 매우 효과적이다. 습진 및 건선과 같은 피부상태에 도움을 주고 갈라진 피부에 영양을 공급하고 노화된 피부를 회복에 도움을 준다. 무루무루 버터는 피부뿐만 아니라 머리카락에도 보습력이 매우 뛰어나서 머리카락을 보호하고 수분감을 준다. 전세계 많은 화장품 업체에서 샴푸, 컨디셔너, 포마드, 헤어 에센스에 첨가하여 사용하고 있다.